# Кайнар (Жанасемейський район)
Кайна́р (каз. Қайнар) — село у складі Жанасемейського району Абайської області Казахстану. Адміністративний центр Карауленського сільського округу.
Населення — 1416 осіб (2021; 1888 у 2009, 2327 у 1999, 1951 у 1989).
Національний склад станом на 1989 рік:
- казахи — 100 %